# Kanton Toulouse-14
Der Kanton Toulouse-14 war von 1973 bis 2015 ein französischer Wahlkreis im Arrondissement Toulouse, im Département Haute-Garonne und in der Region Midi-Pyrénées; sein Hauptort war Toulouse. Vertreterin im Generalrat des Départements war zuletzt von 2004 bis 2015 Sandrine Floureusses (PS). 

## Gemeinden
Der Kanton bestand aus sieben Gemeinden und einem Teil von Toulouse: 
| Gemeinde           | Einwohner Jahr | Fläche km² | Code INSEE |
| ------------------ | -------------- | ---------- | ---------- |
| Aucamville         | 8126 (2013)    | 3,96       | 31022      |
| Castelginest       | 9691 (2013)    | 8,11       | 31116      |
| Fenouillet         | 5113 (2013)    | 9,51       | 31182      |
| Fonbeauzard        | 2899 (2013)    | 1,32       | 31186      |
| Gagnac-sur-Garonne | 2927 (2013)    | 4,34       | 31205      |
| Launaguet          | 7817 (2013)    | 7,02       | 31282      |
| Saint-Alban        | 5824 (2013)    | 4,26       | 31467      |
| Toulouse           |                | –          | 31555      |

Der Teil von Toulouse umfasste folgende Stadtteile:
- Barrière de Paris
- Ginestous
- Lalande
- Sesquières